# マイク・ロイコ
マイク・ロイコ（Michael "Mike" Royko、1932年9月19日 - 1997年4月29日）は、アメリカ合衆国のコラムニスト。

## 略歴
ポーランド系の母親、ウクライナ系の父親のもとに、イリノイ州シカゴで生まれる。生家はバーの階上にあったという。10代のほとんどをバーテンダーとして過ごし、1952年に空軍に入隊。シカゴ・デイリー・ニューズ紙の記者だった、と経歴を偽り、空軍基地内で発行される新聞のために記事を書いた。その後City News Bureau of Chicagoに在籍し、地元の週刊新聞のために政治や音楽についてのコラムを執筆するようになる。
1964年より、かつて出身を偽装したシカゴ・デイリー・ニューズ紙において、毎日連載のコラム執筆を開始。1972年にピューリッツァー賞の論説（Commentary）部門を受賞した。
1978年のデイリー紙休刊後はシカゴ・サンタイムズに移籍したが、ルパート・マードックがサン紙を傘下におさめることが決定すると、マードックの批判者だったロイコは同地域のライバル紙シカゴ・トリビューンに移った。
1997年、脳動脈瘤破裂のため死去。64歳。のべ40年のキャリアを通して、全米600紙以上の新聞に7500本以上のコラムを提供した。

## 人物
- シカゴ・カブスの熱心なファンであった。同チームにまつわるジンクス「ビリー・ゴートの呪い」の由来で知られる酒場「ビリー・ゴーツ・タヴァーン」の常連客であった。
- 翻訳家の井上一馬は、ロイコのコラムを「悪と闘い、権力と闘い、役人と闘い、機械と闘い、常識と闘い、欺瞞と闘い、不条理と闘い、“愚かな”女性と闘うコラムである」「その闘いの模様をユーモアを持って読みごたえのあるコラムに仕上げる」と評している[1]。
- デーブ・スペクターは、「ボブ・グリーンは本当はオハイオの人だからね。マイク・ロイコや『仕事！』で有名なスタッズ・ターケルが、シカゴらしいコラムニストなんだよ」と述べている[2]。

## 著作
日本で翻訳されたものを挙げる。本国での出版は英語版を参照のこと。
- ボス シカゴ市長R.デイリー - 宇野輝雄訳、平凡社、1973年
- 男のコラム 辛口ユーモア・コラム41 - 井上一馬訳、河出書房新社、1987年（のち河出文庫、1992年）
- 男のコラム2 スーパー辛口コラム38 - 井上一馬訳、河出書房新社、1990年（のち河出文庫、1992年）
- クリスマス・コラム マイク・ロイコからの贈り物 - 井上一馬訳、河出書房新社、1990年

以下は英語学習教材として出版されたもの。
- ロイコの甘辛エッセイ - 北星堂書店、1989年
- ボブ・グリーン/マイク・ロイコベストコラム集 新・世代の断絶 - 郡司利男・江藤秀一編注、桐原書店、1991年
- Dr.Kookie,You're Right!  - 米田紘一編注、鷹書房弓プレス、2002年